# 九電みらいエナジー
九電みらいエナジー株式会社（きゅうでんみらいエナジー）は、九州電力グループの再生可能エネルギー発電事業会社である。九州電力の100%子会社。

## 概要
再生可能エネルギー発電を手掛ける企業である。再生可能エネルギー発電を手掛ける企業として、日本全国で発電所を運営している。主要再生可能エネルギー5電源（太陽光・風力・バイオマス・地熱・水力）の設備を自社で所有している。
2016年以降、小売電気事業者として、首都圏（東京都、神奈川県、埼玉県、千葉県、茨城県、栃木県、群馬県、山梨県、静岡県の一部）にて、一般の需要家に電気を販売していた。小売電気事業は2025年4月に九電ネクスト株式会社が承継した。

## 沿革
- 2009年（平成21年）12月 - 株式会社キューデン・エコソルとして設立される。
- 2014年（平成26年）- キューデン・エコソルが九電みらいエナジー株式会社に商号変更し、同社に九州電力グループの再生可能エネルギー関係部署を集約[2]。
- 2016年（平成28年）- 電力小売り全面自由化にあわせて、小売電気事業登録[3]。首都圏に進出[4]。
- 2017年（平成29年）- 九州域外で初の太陽光発電所「東広島メガソーラー発電所」（広島県東広島市）を稼働開始[5]。
- 2021年（令和3年）- 長崎県の五島列島にて、国内初の潮流発電の実証実験を実施[6]。
- 2024年（令和6年）4月1日 - 九州電力に残っていた全ての地熱発電所が移管される[7]。
- 2025年（令和7年）4月1日 - 九電みらいエナジーの小売電気事業を九電ネクストが承継。

## 主な発電所

### 太陽光
- 大村メガソーラー発電所（長崎県大村市） - 17,480kW
- 佐世保メガソーラー発電所（長崎県佐世保市） - 10,000kW
- 大牟田メガソーラー発電所（福岡県大牟田市） - 1,990kW

### 風力
- 串間風力発電所（宮崎県串間市） - 64,800kW
- 長島風力発電所（鹿児島県出水郡長島町） - 50,400kW
- 唐津・鎮西ウィンドファーム（佐賀県唐津市） - 27,200kW

### バイオマス
- 豊前バイオマス発電所（福岡県豊前市） - 74,950kW
- みやざきバイオマスリサイクル発電所（鶏糞バイオマス[8]）（宮崎県川南町） - 11,350kW

### 地熱
- 菅原バイナリー発電所（大分県玖珠郡九重町） - 5,000kW
- 大岳発電所（同上） - 12,500kW
- 八丁原発電所（同上） - 112,000kW
- 滝上発電所（同上） - 27,500kW
- 山川発電所（鹿児島県指宿市）　- 30,000kW
- 大霧発電所（鹿児島県霧島市・姶良郡湧水町） - 25,800kW

### 水力
水力発電所は、九州電力に残っているものについても準備が整い次第移管される予定。
- 鴨猪水力発電所（熊本県上益城郡山都町） - 1,990kW